# Horst Schäfer (Journalist)
Horst Schäfer (* 10. Juli 1930 in Detmold; † 8. März 2020 in Berlin) war ein deutscher Journalist, Autor und Auslandskorrespondent, der für den Allgemeinen Deutschen Nachrichtendienst (ADN) und andere DDR-Pressemedien berichtete.

## Leben

### Jugend und Studium
Der in Westfalen in einem antifaschistischen Elternhaus aufgewachsene Schäfer begann 1948 in Westdeutschland als freier Journalist zu arbeiten. Anfang der 1950er Jahre ging er in die DDR nach Leipzig, um an der Sektion Journalistik an der Karl-Marx-Universität Leipzig bei Hermann Budzislawski zu studieren. Während des Studiums lernte er seine Ehefrau Ilse kennen, die ebenfalls als Journalistin tätig war.

### Journalist in der Bundesrepublik
Nach dem Studium kehrte Schäfer in die Bundesrepublik Deutschland (BRD) zurück. Mit seiner Frau bezog er eine Wohnung in München und arbeitete dort von 1955 bis 1972 als Korrespondent des Berliner Pressebüros. Das Berliner Pressebüro war eine DDR-Nachrichtenagentur, die in vielen Bundesländern mit westdeutschen Journalisten zusammenarbeitete. Als weiterhin freier Journalist berichtete Schäfer u. a. auch für Radio Sofia, Zeit im Bild und die kommunistische italienische Abendzeitung Paese Sera. Während der Adenauer-Ära und auch danach wurden er und seine Ehefrau verdächtigt, in der Bundesrepublik für die seit 1951 verbotene Jugendorganisation FDJ und die ebenfalls verbotene KPD aktiv tätig zu sein und für die DDR zu spionieren. Deshalb stand das Ehepaar unter Beobachtung des Verfassungsschutzes. Im Mai 1963 fand im Zuge der Aktion »Maitest« eine Hausdurchsuchung statt, bei der in den Wohn- und Arbeitsräumen des Ehepaars alle Geschäfts- und Arbeitsunterlagen sowie ihre journalistischen Arbeitsmittel einschließlich eines Fernschreibers beschlagnahmt wurden. Nach der von Franz Josef Strauß 1962 ausgelösten Spiegel-Affäre, die in der westdeutschen Presse und Öffentlichkeit weithin als Angriff auf die Pressefreiheit wahrgenommen wurde, sah man die bundesweite Aktion »Maitest« in der BRD sehr viel weniger kritisch und hielt sie für rechtmäßig, obwohl sich aus den Durchsuchungen und Beschlagnahmungen keine justiziablen Tatbestände ergaben. Nach weiteren Behinderungen und infolge des Radikalenerlasses von 1972 entfielen die zur Pressearbeit notwendigen Kontakte mit wichtigen politisch oder staatlich engagierten Personen in der Bundesrepublik, insbesondere wenn es berufliche Verbindungen zum öffentlichen Dienst gab, sodass das Ehepaar Schäfer nach Ost-Berlin umzog.

### Journalist in der DDR
Ilse und Horst Schäfer galten als überzeugte Genossen und waren für die Deutsche Demokratische Republik auch weiterhin zuverlässige Berichterstatter aus der Bundesrepublik und den Vereinigten Staaten. 1972 arbeitete Schäfer als Sonderberichterstatter und Gerichtsreporter für ADN vor Ort beim Prozess gegen die CPUSA-Funktionärin Angela Davis. Er berichtete u. a. über ein fast einstündiges Interview, das er mit Davis Mitte Februar 1972 in der Gefängniszelle in San Jose führen konnte. Anlässlich der Haftentlassung nach Hinterlegung einer Kaution traf er Angela Davis und beglückwünschte sie persönlich auch im Namen vieler Menschen aus der DDR. Nachdem das Gericht in San Jose Davis’ Freispruch verkündet hatte, endete seine Mission als Sonderberichterstatter für ADN. Schäfer kehrte aus Kalifornien nach Ost-Berlin zurück, wo er zunächst wieder als freier Journalist arbeitete. Ab 1975 berichtete er elf Jahre lang als Auslandskorrespondent aus den USA, aus anderen nord- und mittelamerikanischen Staaten und von den Vereinten Nationen. Von 1975 bis 1981 und von 1983 bis 1987 lebte Schäfer in Washington, zeitweise auch in New York City. In diesem Zeitraum arbeitete er hauptsächlich für ADN und ADN-Zentralbild, berichtete aber auch für andere Medien in der DDR: Wochenpost, Neue Berliner Illustrierte, Horizont, Für Dich sowie für Funk und Fernsehen.
Im Jahr 1987 ging Schäfer als Auslandskorrespondent der DDR nach Bonn, wo er mit seiner Frau Ilse das ADN-Büro leitete. Durch seine Mitgliedschaft im Verein der Auslandspresse (VAP) hatte er Zugang bei den Regierungspressekonferenzen und dem Bundespresseball. Schäfer wurde 1990 als erster und letztlich einziger Vertreter der DDR in den Vorstand des VAP gewählt.

### Nach der Wiedervereinigung
Mit der deutschen Wiedervereinigung schied er aus dem VAP aus und beantragte die Mitgliedschaft in der Bundespressekonferenz. Im Vorstand des VAP rückte Don F. Jordan für ihn nach. Ilse und Horst Schäfer verlegten ihren Lebensmittelpunkt wieder nach Berlin. In Berlin arbeitete Schäfer noch bis 1991 für ADN, dann als freier Journalist und Autor, der zeitgeschichtliche Beiträge in verschiedenen, überwiegend linken Medien veröffentlichte. Breitere öffentliche Beachtung fand Schäfers Buch Im Fadenkreuz: Kuba, so beispielsweise in der Zeitung des Bundestages Das Parlament. Mit Verweis auf Original-Dokumente der CIA, des Weißen Hauses, des US-Außenministeriums und der Untersuchungsausschüsse des US-Kongresses, die die Außenpolitik der USA gegenüber Kuba betreffen, belegt Schäfer in dem 2004 erschienenen Buch, dass Kuba seit 1961 völkerrechtswidrigen Sanktionen und Angriffen durch die USA ausgesetzt war. Mit Wirtschaftssanktionen, Verkehrs- und Handelsblockaden, Überfällen, Sabotageakten, Mordunternehmen und anderen Terrorakten versuchten US-Regierungen mehr als 50 Jahre lang, das politische System in Kuba zu destabilisieren und einen »Regime Change« in ihrem Sinne herbeizuführen.

## Veröffentlichungen (Auswahl)
Buchveröffentlichung:
- Im Fadenkreuz: KUBA. Der lange  Krieg  gegen die  Perle der Antillen. (= Edition Zeitgeschichte. Band 18). Kai Homilius Verlag, Berlin 2004, ISBN 3-89706-876-1.
  - Im Fadenkreuz: Kuba. 50 Jahre US-Staatsterrorismus ... und die „Familien-Juwelen“ der CIA. (= Edition Zeitgeschichte. Band 18). Kai Homilius Verlag, Berlin 2007, ISBN 978-3-89706-518-5 (Taschenbuchausgabe).

Herausgeberschaft
- zusammen mit Claudia Wegener: Kindheit und Film : Geschichte, Themen und Perspektiven des Kinderfilms in Deutschland. UVK Verlag, Konstanz 2009, ISBN 978-3-86764-135-7

Artikel in Büchern:
- Mordreport. Staatsterrorismus made in USA. (Koautorin: Ilse Schäfer) In: Arnold Schölzel (Hrsg.): Das Schweigekartell. Fragen & Widersprüche zum 11. September. (= Edition Zeitgeschichte. Band 3). Kai Homilius Verlag, Berlin 2002, ISBN 3-89706-892-3, S. 219–250.
- Folterstrategien seit 1960. In: Ronald Thoden (Hrsg.): Terror und Staat. Der 11. September – Hintergründe und Folgen. Geostrategie, Terrorismus, Geheimdienste, Medien, Kriege, Folter. (= Edition Zeitgeschichte. Band 13). Kai Homilius Verlag, Berlin 2004, ISBN 3-89706-882-6, S. 277–284.

Journalistische Beiträge:
- Yankee-Dollars für Putschisten - Venezuela, die USA und die Erinnerung an den Militärputsch in Chile. In: Neues Deutschland (ND) vom 22. April 2002; Beitrag über die Rolle der USA in Venezuela unter Hugo Chávez.
- Ende eines Komplotts. Vor 35 Jahren wurde die US-Bürgerrechtlerin Angela Davis freigesprochen. In: Junge Welt. 2. Juni 2007.
- Cheneys Killertruppe und das große Schweigen. Von Hintergrund.de|Veröffentlicht in: Kriege vom 14. August 2009; Beitrag über eine geheime US-Spezialtruppe unter Präsident George W. Bush und Vizepräsident Richard Cheney.
- Washingtons Leibhaftiger in Kairo. In: Ossietzky. 4 / 2011; Beitrag über den Sturz Hosni Mubaraks und die Beteiligung des US-Diplomaten Frank Wisner im Auftrag der Regierung Barack Obamas.
- Castros »phantastische Anklage«. In: Ossietzky. 8 / 2011; Beitrag zum gescheiterten Umsturzversuch aus den USA gegen Fidel Castro im April 1961, der von der Regierung John F. Kennedys unterstützt wurde.
- Wie der Bonner »Rechtsstaat« vor 50 Jahren Korrespondenten von DDR-Medien zum Schweigen bringen wollte. In: Junge Welt online. 14. Mai 2013; Beitrag über die mit Zustimmung des Bundeskanzleramts der Regierung Adenauer unter Staatssekretär Hans Globke von NRW aus eingeleitete bundesweite Aktion »Maitest« gegen 26 Journalisten, die für DDR-Medien arbeiteten.
- Aretha Franklin. In: Ossietzky. 5 / 2013; Nachruf auf die mit 76 Jahren verstorbene Soul-Sängerin Aretha Franklin.
- Bushs gefälschte Geschichte. In: Ossietzky. 25 / 2018; Nachruf auf den mit 94 Jahren verstorbenen US-Präsidenten George H. W. Bush.
- Einer aus der Räuberbande. In: Ossietzky. 5 / 2019; Beitrag zur Ernennung Elliott Abrams’ zum US-Sonderbeauftragten der Regierung Trump für Venezuela.